# 阿布哈兹自治共和国政府
阿布哈兹自治共和国是格鲁吉亚的一个行政机构，被該國視之为阿布哈兹的唯一合法政府。自上世纪90年代初以来，阿布哈兹已经在事实上脱离格鲁吉亚独立，但只得到极少数国家承认。
在2008年之前，阿布哈兹自治共和国政府还管治着阿布哈兹东北部，即上阿布哈兹，占阿布哈兹领土总面积的17%。人口约有2000，主要是格鲁吉亚人。这一地区具有很高的战略价值，因为它临近阿布哈兹首都苏呼米以及阿布哈兹其它重要城市。俄格战争后，这一地区被阿布哈兹当局控制。
这个政权部分代表着25万在上世纪90年代的阿布哈兹战争和阿布哈兹种族清洗中被迫离开阿布哈兹的格鲁吉亚人的利益。